# عز الدين بيزان
عز الدين عثمان بيزان لاعب كرة قدم ليبي، لعب مع نادي الاتحاد ومنتخب ليبيا لكرة القدم، بدأ مشواره الرياضي سنة 1981 مع ناديه الأم الاتحاد في فريق الأشبال، وأصبح منذ موسم 1989/1988 قائدًا للفريق الأول للاتحاد، يلقبه محبوه ب «بيزا» و «الفتى الذهبي».